# Savoia-Marchetti S.72
Die Savoia Marchetti S.72 (auch SIAI S.72) war ein dreimotoriger Schulterdecker, der als Bomber und Transportflugzeug ab 1930 entwickelt wurde. Die italienische Luftwaffe entschied sich dann aber für die SM.82.

## Geschichte
Die italienische Luftwaffe beauftragte 1930 SIAI mit dem Bau eines schweren Bombers. Die von Alessandro Marchetti konstruierte S.72 wurde als Prototyp gebaut und danach exportiert, Italien bevorzugte die SM.82.
Marchetti entwarf die S.72 als Bomber, der auch Transportaufgaben erfüllen sollte. Die Maschine konnte jedoch als schwerer Bomber für die Regia Aeronautica wegen der zu geringen Bombenlast nicht überzeugen. Der 1932 fertiggestellte und erprobte Prototyp hatte drei Alfa-Romeo-Pegasus-II-Motoren mit je 550 PS. Der Waffenschacht konnte bis zu 1000 kg Bomben aufnehmen oder als Passagierkabine für 20 Passagiere umgerüstet werden. Die S.72 stellte zwei neue Weltrekorde auf. Am 12. Mai 1933 stiegen die Piloten di Mauro und Olivari mit einer Zuladung von 2000 kg auf 8438 m. Am 15. Juni 1933 stiegen die Piloten Tivezna und Korompai mit einer Nutzlast von 5000 kg auf 6272 m.
Bei den weiteren Tests der Regia Aeronautica wurde beschlossen, das Projekt S.72 zugunsten der SM.82 einzustellen. Der Prototyp wurde nach Einsätzen in Afrika an China verschenkt und überbrückte beim Überführungsflug ohne Probleme 15.000 km. Als die S.72 in China angekommen war, wurde sie sogleich eingesetzt und war an einer spektakulären Rettungsaktion des Generals Chiang Kai Shek und dessen Stabes beteiligt. Erfreut über die Leistungen, die diese Maschine ermöglichte, bestellte Chiang Kai Shek 30 (oder nur 20) Exemplare als Bomber für die eigene Luftwaffe. Sechs der 30 Maschinen wurden in Teilen per Seeweg nach Nan Chang in China gebracht und dort zusammengesetzt. Die S.72 wurden im Kampf gegen Japan eingesetzt. Alle 6 chinesischen S.72 wurden 1937 bei einem japanischen Luftangriff zerstört.

## Konstruktion
Die S.72 war ein dreimotoriger Schulterdecker mit einer Normalnutzlast von 1000 kg. Die Maschine bestand hauptsächlich aus Metall. Die Flugzeugzelle war aus geschweißten Stahlrohren gefertigt und der Rumpf wurde teilweise mit Metallblechen beplankt und teilweise mit Stoff bespannt. Das Leitwerk war ebenfalls zum Teil mit Stoff bespannt. Die Tragflächen waren mit Sperrholz verkleidet. Die drei 9-Zylinder-Sternmotoren Alfa Romeo Pegasus II mit je 550 PS wurden in Lizenz von Bristol gefertigt und hatten einen Kompressor, um für die maximale Startleistung sorgen zu können. Der Einbau eines Piaggio P. IX wurde in der Serie nicht mehr vorgenommen. Die S.72 konnte zwei Zusatztanks an den Tragflächen mitführen, die während des Fluges abgeworfen werden konnten. Die chinesische Serie erhielt einen Vierblattpropeller.
Die Bewaffnung bestand aus drei Maschinengewehren, ein MG rechts und links sowie ein MG im unteren Heck. Die S.72 konnte mit zwei 20-mm-Bugkanonen ausgerüstet werden. Der Waffenschacht fasste 1000 kg Bomben und konnte leicht in eine Passagierkabine für 20 Personen umgewandelt werden.

## Technische Daten
| Kenngröße             | Daten                                                                   |
| --------------------- | ----------------------------------------------------------------------- |
| Besatzung             | 6–7                                                                     |
| Länge                 | 19,95 m                                                                 |
| Spannweite            | 29,68 m                                                                 |
| Höhe                  | 5,50 m                                                                  |
| Flügelfläche          | 118,5 m²                                                                |
| Leermasse             | 6800 kg                                                                 |
| Startmasse            | 12.800 kg                                                               |
| Antriebe              | 3 × DD Alfa Romeo Pegasus II mit 550 PS (ca. 400 kW)                    |
| Reisegeschwindigkeit  | 235 km/h                                                                |
| Höchstgeschwindigkeit | 295 km/h                                                                |
| Reichweite            | 2000 km                                                                 |
| Dienstgipfelhöhe      | 8000 m                                                                  |
| Bewaffnung            | bis zu sechs 7,7 mm MGs 1000 kg Bomben 2 × 20 mm Kanonen im Bug möglich |